# Philodicus furunculus
Philodicus furunculus là một loài ruồi trong họ Asilidae. Philodicus furunculus được Blasdale miêu tả năm 1957. Loài này phân bố ở vùng nhiệt đới châu Phi.